# 동부붉은박쥐
동부붉은박쥐(Lasiurus borealis)는 애기박쥐과에 속하는 박쥐의 일종이다. 북아메리카에 널리 분포하며, 버뮤다 지역에서도 발견된 기록이 있다. 희귀종이기도 하지만, 바하마제도의 대부분 지역에 널리 분포한다.

## 특징
중형 크기의 애기박쥐류로 몸무게는 평균 9.5–14g, 전체 몸길이는 112.3mm 정도이다. 성장을 마친 이후에는 보통 암수가 성적이형성을 보인다. 수컷은 털이 붉은 반면에 암컷은 밤색을 띠며 털 끝이 희다.
대부분의 애기박쥐류처럼 동부붉은박쥐는 식충성 동물이다. 먹이의 대부분은 나방이지만, 붉은박쥐는 딱정벌레류(Coleoptera)와 파리(Diptera) 등 다른 곤충도 포식한다. 반향정위 신호는 최소한의 낮은 주파수 신호이지만 주파수 범위는 아주 다양(35–50kHz)하다. 동부붉은박쥐는 몸 크기와 날개 모양 그리고 반향정위 신호 체계때문에 열린 공간 속에서 먹이를 구하는 것이 최선이다. 그러나 붉은박쥐는 좁은 시냇물과 길 위에서 먹이를 구하다가 박쥐 연구자들에게 자주 붙잡힌다.
짝짓기는 늦여름 또는 가을에 이루어지며, 수컷의 정충은 봄에 암컷의 배란과 수정이 이루어질때까지 암컷의 생식관에 보관된다. 6월에 암컷은 보통 서너 마리의 새끼를 낳고, 젖을 뗄때까지 보금자리에 매달려 새끼와 함께 지낸다. 수컷은 여름 내내 홀로 지낸다. 임신과 새끼를 돌보기 위해 고온이 필요하며, 암컷의 생식을 위해 북부 지방은 분포 지역으로 제한되는 것으로 추정된다. 동부붉은박쥐는 살아있거나 죽은 나무 속의 단단한 재목의 나무 가지에 매달려 지낸다. 소나무 농장의 테다소나무를 이용하는 게 발견되기도 한다.